# Irène Corday
Pour les articles homonymes, voir Corday.
Irène Corday, née Irène Camille Coppier à Doussard le 8 mars 1919, morte à Meudon le 2 septembre 1996, est une actrice française.

## Biographie
En mars 1944, la couverture de Ciné Mondial est consacrée à Irène Corday, « vedette féminine du nouveau film de Louis Daquin » (Premier de cordée) : le magazine écrit que l'actrice « se révèle dans cette production comme l'une de nos meilleures nouvelles vedettes de l'écran ».

## Filmographie
- 1938 : Prison sans barreaux de Léonide Moguy
- 1938 : Lumières de Paris de Richard Pottier
- 1938 : Remontons les Champs-Élysées de Sacha Guitry
- 1939 : Thérèse Martin de Maurice de Canonge
- 1942 : L'Ange gardien de  Jacques de Casembroot
- 1943 : Les Ailes blanches de Robert Péguy
- 1944 : Premier de cordée de Louis Daquin
- 1952 : Ma femme, ma vache et moi de Jean Devaivre
- 1952 : Rayés des vivants de Maurice Cloche